# Action pour la Renaissance de Madagascar
Action pour la Renaissance de Madagascar (AREMA) is de grootste en belangrijkste politieke partij van Madagaskar. Van 1976 tot 1993 was de partij aan de macht. Sinds 1996 is de partij weer aan de macht.
AREMA werd in 1976 opgericht door president Didier Ratsiraka. Tot 1990 was de AREMA de enige toegestane partij. De partij volgde tot aan het begin van de jaren '90 de zogenoemde door Ratsiraka opgestelde Christelijk-Marxistische koers. 
Onder het AREMA bewind werden de banken en grote industrieën genationaliseerd en goede contacten aangeknoopt met de Sovjet-Unie, Noord-Korea en de Volksrepubliek China.
De AREMA maakte in die jaren deel uit van het Nationaal Front voor de Verdediging van de Socialistische Revolutie van Madagaskar (FNDR), sinds 1990 Front voor de Verdediging van het Malagassisch Socialisme (MMSM) geheten, een front van diverse revolutionaire groeperingen die het Malagassisch Socialisme en het Christelijk-Marxisme van Ratsiraka aanhingen.
Bij de vrije verkiezingen van 1993 verloor de AREMA, maar sinds de staatsgreep van Ratsiraka in 1996 was de partij weer aan het bewind. Bij de laatste verkiezingen van 2019 behaalde de partij, evenals bij de twee voorgaande verkiezingen, geen zetels.